# 乙烯基三丁基锡
乙烯基三丁基锡是一种有机锡化合物，化学式为Bu3SnCH=CH2，其中Bu为正丁基。它是对空气稳定的白色固体，可用作施蒂勒反应中的乙烯阴离子等价试剂。它是一种乙烯基锡试剂，但早期使用的是乙烯基三甲基锡，后来因考虑到三甲基锡的毒性而将其取代。

## 制备
它可由乙烯基溴化镁和三丁基氯化锡反应制得，或通过三丁基氢化锡和乙炔的氢锡化反应得到。